# از یادها رفته

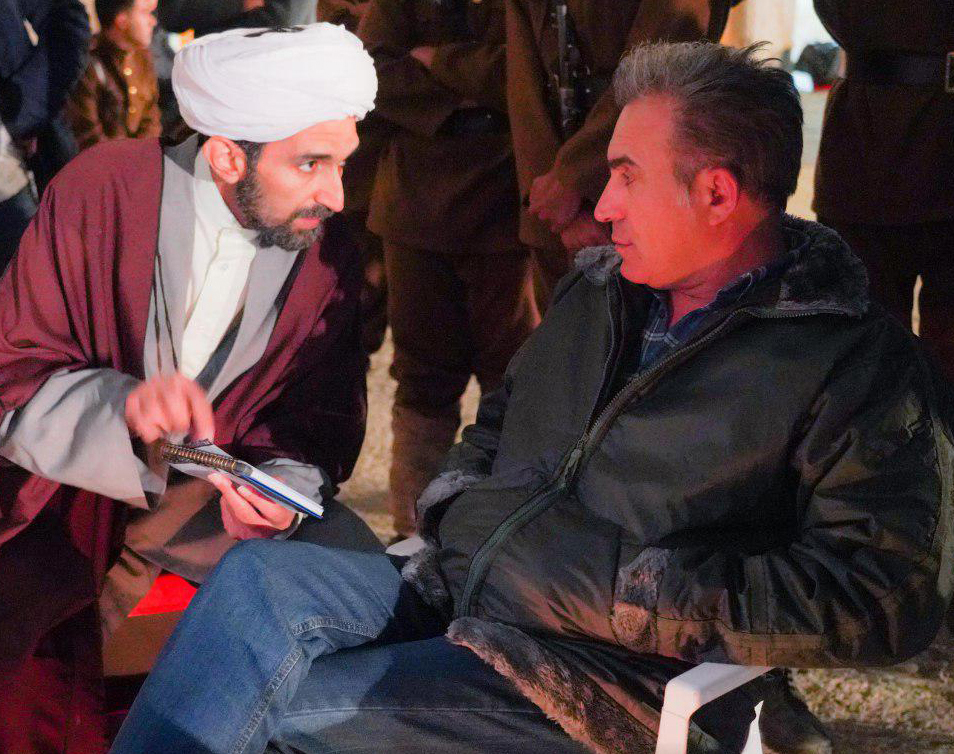

از یادها رفته به کارگردانی بهرام بهرامیان یک مجموعهٔ تلویزیونی ایرانی است که فاز اول آن در رمضان ۱۳۹۸ از شبکه یک پخش شد.

## داستان
داستان این سریال در سال ۱۳۱۹ می‌گذرد و دربارهٔ زندگی دختری به نام مهربانو است که در فرانسه درس خوانده و پس از بازگشت به ایران به دلیل ناآشنایی از وضعیت کشور و آداب رسوم آن دچار بحران شدیدی می‌شود. همچنین قرار است به موضوعاتی تاریخی مثل کشف حجاب و کشت و تولید تریاک در این سریال پرداخته شود.
اگرچه در سریال به واقعه کشف حجاب، ماجرای مسجد گوهرشاد و بهلول گنابادی اشاره‌های کوچکی می‌شود اما روایت یک واقعه صرفاً تاریخی نیست.
شخصیت اصلی قصه، مهربانو است که هلیا امامی آن را بازی می‌کند و ماجرای اصلی دربارهٔ عشقی است که بین او و خسرو با بازی حسین یاری و همچنین مهراد با بازی رضا یزدانی وجود دارد.

## گروه فیلمبرداری
- ایرج عاشوری
- جلال عالی فکر
- سید میثم حسینی
- مهرداد پاشایی

## موسیقی متن
رضا یزدانی
- عشقت: موسیقی میانی
- میرسم به  تو: موسیقی میانی
- حقم نبود : موسیقی میانی
- تو خودم میسوزم : موسیقی میانی

حجت اشرف زاده
- دلم گریه میخواد: موسیقی میانی
- از یاد ها رفته: تیتراژ پایانی

## تولید
تصویر برداری این سریال از ۱۷ تیر ۱۳۹۶ در شهرک سینمایی غزالی شروع شد.
تصویر برداری این سریال علاوه بر تهران در سایر شهرستان‌ها و در لوکیشن‌های متفاوت انجام شد.
گروه سازنده این سریال در تمام ایام هفته از ساعت ۶ صبح الی ۱۸ بعد از ظهر در شهرک سینمایی غزالی مشغول به کار بودند.
در بخشهای تصویربرداری مسجد امام اصفهان که واقعه مسجد گوهرشاد بازسازی شده‌است روزانه چهارصد نفر هنرور  به مدیریت حسن علیرضایی حضور  داشتند.
این سریال در گروه فیلم و سریال شبکه پنج تولید شد و سپس به سیمافیلم سپرده شد.
شعر پایانی این سریال از محمدرضا شفیعی کدکنی است.
آهنگ‌های میانی این سریال توسط رضا یزدانی خوانده شده‌است.

## بازیگران
* هلیا امامی
- حسین یاری
- رضا یزدانی
- میترا حجار
- بیتا فرهی
- سیما تیرانداز
- کامران تفتی
- پوریا پورسرخ
- علی‌رام نورایی
- حبیب دهقان نسب
- مهدی سلوکی
- رسول نجفیان
- حسین پاکدل
- سید مهرداد ضیایی
- لیلا بلوکات
- ارسلان قاسمی
- صحرا اسدالهی
- یوسف مرادیان
- حمیدرضا هدایتی
- سیامک اطلسی
- مهدی فقیه
- بیژن افشار
- حسن اسدی
- مهرداد فلاحتگر
- انوش معظمی
- صحرا اسدالهی
- ابوالفضل عرب
- جواد زیتونی
- پرهام کریمی
- لادن سلیمانی
- مرتضی علی‌آبادی
- حمید بهرامیان
- نعیم شیخ محبوبی
- امیر امیری

## جوایز و نامزدها
| ۱۳۹۹ | بیستمین دوره جشن حافظ |                                 |                |          |
| ۱۳۹۹ | بیستمین دوره جشن حافظ | بهترین کارگردان تلویزیونی       | بهرام بهرامیان | نامزدشده |
| ۱۳۹۹ | بیستمین دوره جشن حافظ | بهترین بازیگر زن درام تلویزیونی | سیما تیرانداز  | نامزدشده |
| ۱۳۹۹ | بیستمین دوره جشن حافظ | بهترین خواننده ترانه تیتراژ     | رضا یزدانی     | برنده    |